# Ptiloglossa xanthorhina
Ptiloglossa xanthorhina is een vliesvleugelig insect uit de familie Colletidae. De wetenschappelijke naam van de soort is voor het eerst geldig gepubliceerd in 1945 door Moure.